# Argilly
Argilly est une commune française située dans le département de la Côte-d'Or, en région Bourgogne-Franche-Comté.

## Géographie
Forêt domaniale de Cîteaux. Étangs d'Argilly, de Longbroche, de Menans. Chênes, hêtres, charmes. - Cassis et petits fruits.

### Communes limitrophes
| Quincey Premeaux-Prissey Corgoloin | Gerland | Broin           |
|                                    | Argilly |                 |
| Villy-le-Moutier                   |         | Bagnot Montmain |

### Climat
Pour des articles plus généraux, voir Climat de la Bourgogne-Franche-Comté et Climat de la Côte-d'Or.
En 2010, le climat de la commune est de type climat océanique dégradé des plaines du Centre et du Nord, selon une étude du Centre national de la recherche scientifique s'appuyant sur une série de données couvrant la période 1971-2000. En 2020, Météo-France publie une typologie des climats de la France métropolitaine dans laquelle la commune est dans une zone de transition entre le climat océanique altéré et le climat océanique altéré et est dans la région climatique Bourgogne, vallée de la Saône, caractérisée par un bon ensoleillement (1 900 h/an), un été chaud (18,5 °C), un air sec au printemps et en été et des vents faibles.
Pour la période 1971-2000, la température annuelle moyenne est de 11 °C, avec une amplitude thermique annuelle de 18 °C. Le cumul annuel moyen de précipitations est de 790 mm, avec 11 jours de précipitations en janvier et 7 jours en juillet. Pour la période 1991-2020, la température moyenne annuelle observée sur la station météorologique de Météo-France la plus proche, « Saint-Nic. Citeaux », sur la commune de Saint-Nicolas-lès-Cîteaux à 6 km à vol d'oiseau, est de 11,2 °C et le cumul annuel moyen de précipitations est de 813,8 mm,. Pour l'avenir, les paramètres climatiques de la commune estimés pour 2050 selon différents scénarios d'émission de gaz à effet de serre sont consultables sur un site dédié publié par Météo-France en novembre 2022.

## Urbanisme

### Typologie
Au 1er janvier 2024, Argilly est catégorisée commune rurale à habitat dispersé, selon la nouvelle grille communale de densité à 7 niveaux définie par l'Insee en 2022.
Elle est située hors unité urbaine. Par ailleurs la commune fait partie de l'aire d'attraction de Dijon, dont elle est une commune de la couronne,. Cette aire, qui regroupe 333 communes, est catégorisée dans les aires de 200 000 à moins de 700 000 habitants,.

### Occupation des sols
L'occupation des sols de la commune, telle qu'elle ressort de la base de données européenne d’occupation biophysique des sols Corine Land Cover (CLC), est marquée par l'importance des forêts et milieux semi-naturels (56,1 % en 2018), une proportion sensiblement équivalente à celle de 1990 (56,2 %). La répartition détaillée en 2018 est la suivante : forêts (50,8 %), terres arables (34,2 %), prairies (5,9 %), milieux à végétation arbustive et/ou herbacée (5,3 %), zones urbanisées (1,5 %), zones agricoles hétérogènes (1,2 %), eaux continentales (0,9 %). L'évolution de l’occupation des sols de la commune et de ses infrastructures peut être observée sur les différentes représentations cartographiques du territoire : la carte de Cassini (XVIIIe siècle), la carte d'état-major (1820-1866) et les cartes ou photos aériennes de l'IGN pour la période actuelle (1950 à aujourd'hui).

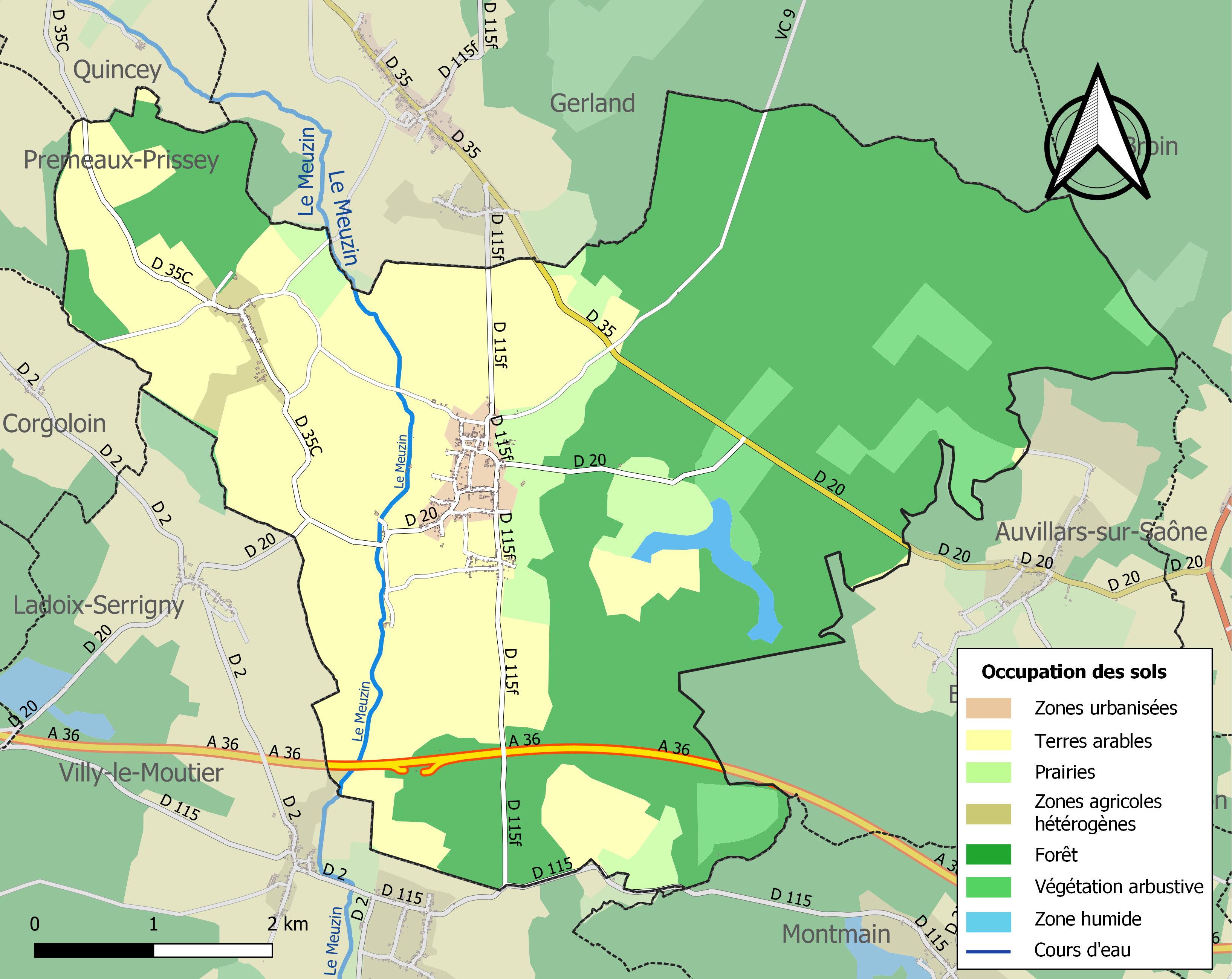
Carte des infrastructures et de l'occupation des sols de la commune en 2018 (CLC).

## Toponymie
Le nom d'Argily viendrait du nom latin Argillacum (villa d'Argilius).

## Histoire
Le château des ducs de Bourgogne fut détruit en 1590. Il existait également une tuilerie, propriété des ducs.

## Politique et administration

### Liste des maires
| Période                                  | Période  | Identité                    | Étiquette | Qualité                                  |
| ---------------------------------------- | -------- | --------------------------- | --------- | ---------------------------------------- |
| An IV                                    | An VI    | Aimé Jeannin                |           | Président de l'administration municipale |
| An VI                                    | An XI    | Jean Baptiste Sauvageot     |           | Président de l'administration municipale |
| An X                                     | An XI    | Hubert Sausset              |           | Maire provisoire                         |
| An XI                                    | 1812     | Simon Jeannin               |           |                                          |
| 1812                                     | 1812     | Joseph Lucot                |           | Maire par intérim                        |
| 1812                                     | 1820     | Conte Alfred d'Archiac      |           |                                          |
| 1820                                     | 1821     | Pierre Joigneault           |           |                                          |
| 1821                                     | 1830     | Pierre Delorme              |           |                                          |
| 1830                                     | 1840     | Pierre Joigneault           |           |                                          |
| 1840                                     | 1843     | Pierre Desvigne             |           | Maire par intérim puis Maire             |
| 1843                                     | 1847     | Olivier d'Archiac           |           |                                          |
| 1847                                     | 1848     | Claude Fleury               |           | Adjoint puis Maire                       |
| 1848                                     | 1849     | Jacques Vacherot            |           |                                          |
| 1849                                     | 1851     | Claude Fleury               |           |                                          |
| 1851                                     | 1852     | Jean Curteley               |           |                                          |
| 1852                                     | 1865     | Claude Henry                |           |                                          |
| 1865                                     | 1870     | François Gabriel Joigneault |           |                                          |
| 1871                                     | 1884     | François Martin Echemann    |           |                                          |
| 1884                                     | 1887     | Pierre Durand               |           |                                          |
| 1887                                     | 1904     | Paul Hippolyte Bretin       |           |                                          |
| 1904                                     | 1919     | Louis Mazoyer               |           |                                          |
| 1919                                     |          | Jean-Baptiste Grillet       |           |                                          |
|                                          |          |                             |           |                                          |
| avant 1995                               | ?        | Annie Monnot                |           |                                          |
| mars 2001                                | En cours | Antonio Cobos               |           |                                          |
| Les données manquantes sont à compléter. |          |                             |           |                                          |

## Démographie
L'évolution du nombre d'habitants est connue à travers les recensements de la population effectués dans la commune depuis 1793. Pour les communes de moins de 10 000 habitants, une enquête de recensement portant sur toute la population est réalisée tous les cinq ans, les populations de référence des années intermédiaires étant quant à elles estimées par interpolation ou extrapolation. Pour la commune, le premier recensement exhaustif entrant dans le cadre du nouveau dispositif a été réalisé en 2006.

En 2022, la commune comptait 540 habitants, en évolution de +6,3 % par rapport à 2016 (Côte-d'Or : +0,82 %, France hors Mayotte : +2,11 %).
| 1793 | 1800 | 1806 | 1821 | 1831 | 1836 | 1841 | 1846 | 1851 |
| ---- | ---- | ---- | ---- | ---- | ---- | ---- | ---- | ---- |
| 832  | 958  | 780  | 824  | 822  | 860  | 847  | 909  | 831  |

| 1856 | 1861 | 1866 | 1872 | 1876 | 1881 | 1886 | 1891 | 1896 |
| ---- | ---- | ---- | ---- | ---- | ---- | ---- | ---- | ---- |
| 806  | 802  | 792  | 734  | 749  | 706  | 670  | 645  | 619  |

| 1901 | 1906 | 1911 | 1921 | 1926 | 1931 | 1936 | 1946 | 1954 |
| ---- | ---- | ---- | ---- | ---- | ---- | ---- | ---- | ---- |
| 586  | 519  | 495  | 419  | 381  | 365  | 340  | 370  | 324  |

| 1962 | 1968 | 1975 | 1982 | 1990 | 1999 | 2006 | 2011 | 2016 |
| ---- | ---- | ---- | ---- | ---- | ---- | ---- | ---- | ---- |
| 302  | 265  | 266  | 333  | 420  | 423  | 444  | 475  | 508  |

| 2021 | 2022 | - | - | - | - | - | - | - |
| ---- | ---- | - | - | - | - | - | - | - |
| 539  | 540  | - | - | - | - | - | - | - |

## Culture locale et patrimoine

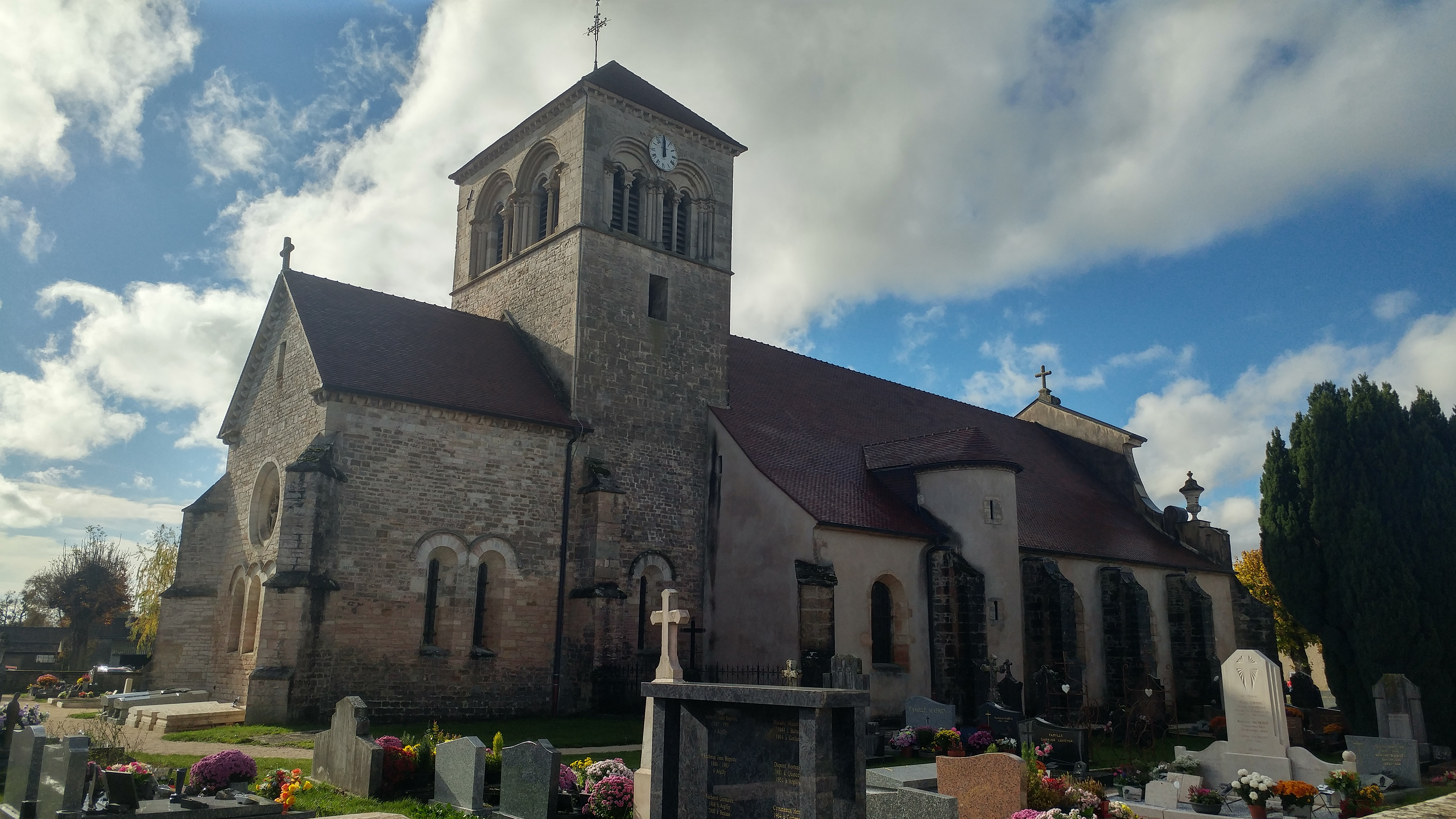
L'église.

### Lieux et monuments
- La villa gallo-romaine et une importante nécropole mérovingienne située sur celle-ci, détectées par photos aériennes en 1976 ; objets au musée Rodier de Nuits-Saint-Georges[17].
- La motte féodale du château des ducs de Bourgogne.
- La ferme fortifiée du XVIe siècle, restes de l'ancien château : tourelle d'escalier à vis hexagonale, baies en accolade, cheminées monumentales, plafonds à la française.
- La motte féodale et tourelles du château fort d'Antilly.
- L'église du XIIIe siècle, inscrite à l'inventaire des Monuments Historiques, remaniée XVIIIe siècle : chœur et transept du XIIIe siècle, beffroi, nef du XVIIIe siècle, façade monumentale ; statue de Saint-Pierre de l'école bourguignonne du XVIe siècle (Sluter), Vierge à l'enfant du XVIIe siècle, chandeliers, crucifix et deux candélabres du XVIIIe siècle provenant de l'abbaye de Cîteaux.

### Personnalités liées à la commune
- Jean II Quarré ; il reçoit en 1416, le fief de La Mothe d'Argilly des mains du duc de Bourgogne, Jean sans Peur, qui l'autorise à prendre tous le bois nécessaire pour la construction de sa maison de La Mothe[18].
- Pierre Ranvial ; il est en 1454 le châtelain du château d'Argilly. Dans la même année, il est anobli.

### Héraldique
| Blason | Blasonnement : D'or aux deux pals de sable. |